# Greenstead
Greenstead är en ort i unparished area Colchester, i distriktet Colchester i grevskapet Essex i England. Greenstead var en civil parish fram till 1897 när blev den en del av Colchester. Civil parish hade 868 invånare år 1891. Byn nämndes i Domedagsboken (Domesday Book) år 1086, och kallades då Grenesteda.